# 邦多县
邦多县为肯尼亚尼扬扎省的一个县。总人口238,780。1998年，该县析置自Siaya县。县治位于邦多市。

## 地理
邦多县滨临维多利亚湖。当地主要经济为渔业、种植业。

## 行政区划
邦多县分为2个选区，邦多选区、Rarieda选区。